# Sia Kangri
Il Sia Kangri o Queen Mary Peak (7.422 m, 24.350 piedi) è una montagna nel Baltoro Muztagh nel Karakorum. Si trova al confine tra la regione pakistana del Gilgit-Baltistan, la provincia indiana del Jammu e Kashmir e la valle cinese di Shaksgam, nella contesa regione del Kashmir. La sua cima si trova al confine tra Pakistan e Cina. Circa un chilometro a sud-est della cima di Sia Kangri si trova il punto triangolare in cui si incontrano i territori controllati da India, Pakistan e Cina.  I territori su tutti i lati sono contesi. La terra immediatamente a sud-ovest della cima è rivendicata sia dal Pakistan che dall'India e controllata dal Pakistan. La terra a nord-est fa parte del Trans-Karakoram Tract , controllato dalla Cina in base a un accordo di confine del 1963 con il Pakistan, ma è rivendicata dall'India. La terra a sud-est è rivendicata da Pakistan e India, ma controllata dall'India, come parte del Ladakh . È la 63a montagna più alta del mondo e la 25a più alta del Pakistan. La cima si trova sullo spartiacque tra il bacino del fiume Indo e il bacino del Tarim. Indira Col, che si trova a 3 km a est, è il punto più a nord dell'India.

## Prime ascensioni
Il Sia Kangri fu scalato per la prima volta nel 1934 dalla Spedizione Internazionale Himalaya guidata dall'alpinista svizzero-tedesco Günter Dyhrenfurth. Il 12 agosto Hans Ertl e Albert Höcht raggiunsero la vetta principale, dopo aver attraversato in precedenza la vetta orientale accompagnati dal portatore Hakimbek. Il 3 agosto Ertl, Höcht, Dyhrenfurth e sua moglie Hettie avevano già scalato la vetta occidentale, alta circa 7.315  metri,  Hettie Dyhrenfurth stabilì così un record mondiale di altitudine per una donna, che resistette fino al 1954. Il 10 agosto James Belaieff, Piero Ghiglione e André Roch  riuscirono a raggiungere la vetta intermedia, altrettanto alta.  
Ultimamente, il Pakistan ha aperto la vetta del Sia Kangri agli alpinisti e agli scalatori previa autorizzazione  concessa da Islamabad.

## Picchi secondari
Il Sia Kangri presenta diverse vette. A nord-ovest della cima principale si trova la cima occidentale, alta 7.327  m , e leggermente a sud di questa si trova la cima centrale, alta 7.275  m . La vetta orientale, alta 7.325  m, si trova a sud-ovest della vetta principale. Queste specifiche relative all'altezza sono controverse, poiché in particolare i picchi sussidiari sono stati misurati raramente. Il Sia Kangri II alto 7.093  m è anche chiamato monte Hardinge. Si trova 4,3 km a sud-est di Sia Kangri. Con un'altezza di 401 metri, gode di una certa indipendenza, ma è considerata una cima sussidiaria del Sia Kangri. Il Sia Kangri II non è mai stato scalato prima d'ora.